# Le Cow-boy des Badlands
Le Cow-boy des Badlands, de son titre original en français Buck Picsou des Badlands, est une histoire en bande dessinée de Keno Don Rosa. Elle est le troisième épisode de la Jeunesse de Picsou. Elle met en scène Balthazar Picsou ainsi que son nouveau patron Murdo MacKenzie. Picsou y rencontre Theodore Roosevelt, futur président des États-Unis au cours d'une escapade dans les Badlands.

## Synopsis
En 1882, Balthazar Picsou arrête ses activités sur le fleuve du Mississippi. Il part faire fortune vers l'ouest. Le train dans lequel il se trouve est attaqué par Jessie James et sa bande, mais Picsou, la terreur de Glasgow, ne se laisse pas faire. Cependant, dans l'action, il tombe accidentellement du train qui devait l'emmener jusqu'au Colorado.
Il croise alors Murdo MacKenzie, un éleveur de bétail d'origine écossaise, et devient cow-boy dans le Montana. Apprécié dans son travail par MacKenzie, celui-ci confie à « Buck » Picsou la garde d'un taureau de compétition, rapidement volé par deux membres du groupe qui tente de le semer dans les Badlands. Picsou est obligé d'aller chercher "Vindicator" dans les Badlands. Il y trouve Théodore Roosevelt, bloqué sous un squelette de dinosaure. Il finit par trouver le taureau après un malentendu.

## Fiche technique
- Histoire n°D 92008.
- Éditeur : Egmont[1].
- Titre de la première publication : Præriens bedste and (danois).
- Titre en anglais : The Buckaroo of the Badlands.
- Titre en français : Buck Picsou des Badlands.
- 15 planches.
- Auteur et dessinateur : Keno Don Rosa.
- Premières publications : Anders And & Co n°1992-45, Danemark, 2 novembre 1992.
- Première publication aux États-Unis: Uncle Scrooge n°287, août 1994.
- Première publication en France : Picsou Magazine n°271, août 1994.

## Références historiques et culturelles

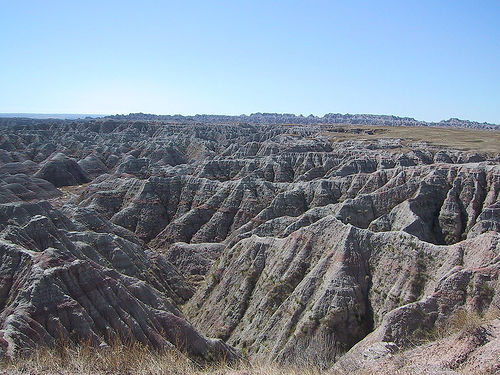
Les Badlands aujourd'hui